# Deadpool (film)
Deadpool este un film cu supereroi american din 2016, bazat pe personajul din benzile desenate Marvel cu același nume și regizat de Tim Miller. Filmul este un Spin-off derivat din X-Men in care joaca Ryan Reynolds, Morena Baccarin, Ed Skrein, T. J. Miller, Gina Carano, Leslie Uggams, Brianna Hildebrand și Ștefan Kapičić. În Deadpool, după ce a fost supus la un tratament care trebuia sa-i vindece forma de cancer, Wade Wilson dezvolta noi abilități și un foarte puternic simț al umorului, Wilson urmareste omul care aproape i-a distrus viata. Filmul a fost lansat în IMAX.

## Distribuție

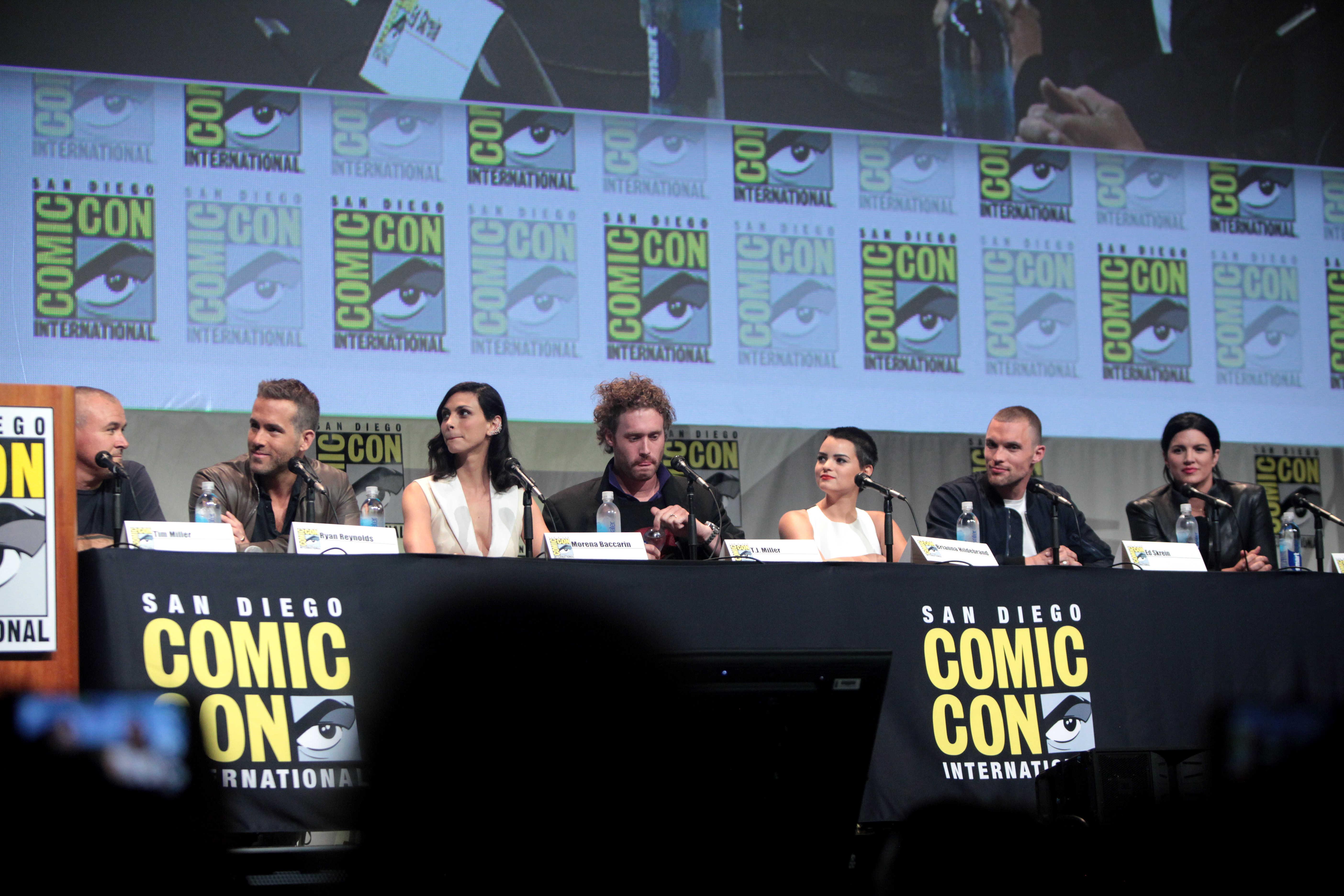
Distribuția filmului la San Diego Comic-Con International

- Ryan Reynolds , ca Wade Wilson/Deadpool.
- Morena Baccarin ca Vanessa Carlysle/Copycat.
- Ed Skrein ca Francis/Ajax.
- Gina Carano ca Christine/Angel Dust.
- T. J. Miller ca Jack Hammer/Nevăstuică.
- Brianna Hildebrand ca Ellie V/Negasonic.
- Stefan Kapicic ca Piotr Rasputin/Colossus (Andre Tricoteux în motion capture).
- Leslie Uggams ca Blind Al.

## Recepție

### Box office
Filmul a avut incasari de $132.434.639 în primul său weekend în Statele Unite și $132.276.722 în alte teritorii pentru un total de $264.711.361 în lume.
Până pe 2 iulie 2016, filmul a adunat $363.070.709 la box-office în u.s. și $417.508.664 la box-office în valută străină, ridicând un total de $780.579.373, clasânduse #31 și #62 din cele mai mari incasari filme din Statele unite ale americii și din lume, respectiv.
Acesta este în prezent cel de-al cincilea cel mai bine vândut film al anului 2016. În plus, este filmul cu cea mai mare recaudare din saga X-men.
Filmul a reușit să fie introdus ca filmul de rating R (18+) cu cele mai mari incasări din istoria filmului, depășind, astfel, Matrix Reloaded , care a ridicat $ 742 de milioane de dolari.